# Copa Amazonas
De Copa Amazonas, ook wel Copa Amazônica was een voetbalcompetitie uit de Braziliaanse staat Amazonas. De competitie werd georganiseerd door de FAF. 
De competitie werd aanvankelijk opgericht ter vervanging van de Segunda Divisão, de tweede klasse van het Campeonato Amazonense, die van 2007 tot 2014 gespeeld werd. Echter, er was belangstelling voor de competitie waardoor deze gedegradeerd werd tot een kwalificatietoernooi voor een deelnemer voor de Copa Verde 2016. Door de geringe belangstelling van de clubs werd het toernooi reeds na één seizoen afgevoerd.  

## Winnaar
- 2015 -  Fast Clube